# M49
M49 (NGC4472) е лещовидна/елиптична галактика, отдалечена на 53 млн. св.г. от Земята, по посока на съзвездието Дева. Галактиката е открита от Шарл Месие през 1771. Обектът присъства в оригиналната редакция на „Нов общ каталог“.
M49 е най-ярката галактика от галактичния свръхкуп в Дева. Намира се в центъра на един от куповете. 
Интегралната ѝ видима звездна величина е +9.4, a ъгловите ѝ размери са 10′.2 × 8′.3

## Характеристики
M 49 принадлежи към клас елиптични галактики от тип Е4. Тя активно си взаимодейства със съседната галактика NGC 4621, затова е класифицирана като особена и има обозначение ARP 134 в атласа на особени галактики. M 49 влиза в галактическия куп Дева, и е най-ярката галактика сред останалите.

### Свръхнова SN 1969Q
В M 49 е регистрирана само една свръхнова – SN 1969Q. Откритието е направено през юни 1969 г.